# Valdiviella imperfecta
Valdiviella imperfecta är en kräftdjursart som först beskrevs av Brodsky 1950.  Valdiviella imperfecta ingår i släktet Valdiviella och familjen Aetideidae. Inga underarter finns listade i Catalogue of Life.